# Río Nueva
El río Nueva, también llamado río Ereba, es  un río costero del norte de España que discurre por el oriente del  Principado de Asturias.

## Curso
Nace en Picupardu, en el concejo de Llanes, y desemboca en el mar Cantábrico, en la playa de Cuevas tras un recorrido de entre 5 y 10 km. 
Atraviesa la localidad homónima de Nueva.

## Fauna
Según muestreos de pesca eléctrica acometidos entre los años 1997 y 2019, referencias bibliográficas y comunicaciones orales fidedignas, en el río Nueva se han detectado especímenes de anguila.